# Xiaoshi, Anhui
Xiaoshi (kinesiska: 小市) är en köping i östra Kina. Den ligger i Huaining härad i Anqing i provinsen Anhui,  omkring 150 kilometer sydväst om provinshuvudstaden Hefei. Antalet invånare är 21291. Befolkningen består av 10 551 kvinnor och 10 740 män. Barn under 15 år utgör 15,0 %, vuxna 15-64 år 73 %, och äldre över 65 år 11,0 %.